# Balqazan
Balqazan (persiska: Balqazān, بلقزن) är en ort i Iran.   Den ligger i provinsen Västazarbaijan, i den nordvästra delen av landet, 700 km väster om huvudstaden Teheran. Balqazan ligger 1 591 meter över havet och antalet invånare är 204.
Terrängen runt Balqazan är huvudsakligen lite bergig. Balqazan ligger nere i en dal. Runt Balqazan är det ganska tätbefolkat, med 83 invånare per kvadratkilometer. Närmaste större samhälle är Tāzeh Shahr, 17,4 km nordost om Balqazan. Trakten runt Balqazan består i huvudsak av gräsmarker.